# نصرالله شیبانی
میرزا نصرالله خان جلیل‌الملک شیبانی (۱۲۵۸خ تهران - ۱۳۳۸خ تهران) نماینده نطنز در دوره چهارم مجلس شورای ملی بود.
پدرش میرزاحسن معروف به میرزا آقاخان مستوفی بود که چندی در کسوت درویشی درآمد ولی پس از مدتی درویشی را رها کرد و به کشاورزی پرداخت. میرزا نصرالله خان پس از تحصیل در دارالفنون برای ادامه تحصیل در سال ۱۲۸۰ خورشیدی به بیروت رفت. چهار سال بعد بازگشت و مدیر مدرسه فلاحت شد. با به راه افتادن نهضت مشروطه به مشروطه خواهان پیوست و پس از به توپ بسته شدن مجلس به بادکوبه (باکو) رفت و رئیس مدرسه ایرانیان این شهر شد. با خلع محمدعلی شاه و پایان استبداد صغیر به تهران بازگشت. مدتی منشی اداره انطباعات (مطبوعات) بود تا اینکه به استخدام وزارت امور خارجه درآمد. اولین مأموریت خارج از مرکز او، کارگزاری کرمانشاه بود اما با مخالفت روسها، قبل از استقرار در این سمت، به تهران فراخوانده و معاون اداره عثمانی شد. چندی عضو کمیسیون سرحدی عثمانی بود تا اینکه معاون کارگزاری آذربایجان شد. در اوائل جنگ جهانی اول به تهران بازگشت و معاون کابینه (معاون رئیس دفتر) وزیرخارجه و سپس رئیس محاکمات تجارتی وزارت امورخارجه شد. سپس به ریاست کل تشریفات وزارت امورخارجه رسید و نزدیک چهارسال در این مقام بود تا به نمایندگی کاشان در دوره چهارم مجلس شورای ملی انتخاب شد. هنگام طرح اعتبارنامه اش متهم شد که انتخابش با اعمال نفوذ و به خواست دولت وثوق الدوله بوده که هنگام انتخابات بر سر کار بود اما سرانجام پس از بحث و جدلهایی اعتبارنامه اش رأی آورد.
جلیل الملک پس از پایان دوره نمایندگی اش به وزارت امورخارجه بازگشت و در سال ۱۳۰۸ بازنشسته شد.